# Avtomatski top
Avtomatski top (tudi avtokanon), je hitrostrelni top, ki izstreljuje penetrirajoče ali visokoekplozivne projektile (granate), za razliko od običajnih strojnic, ki imajo cevi kalibra pod 20 mm in izstreljujejo preprostejše izstrelke. 
Avtomatski topovi se uporabljajo na letalih, helikopterji, ladjah, oklepnih vozilih, protiletalskih sistemih.
Avtomatski topovi iz 2. svetovne vojne so imeli manjšo hitrost streljanja kot strojnice iz istega obdobja, vendar pa so večji projektili povzročili precej več škode. Avtokanoni so bili tudi primarno orožje reaktivnih lovcev prve generacije, npr. MiG-15 ali F-86 Sabre. Kasneje so se pojavile rakete zrak-zrak in Američani so z nekaterih letal odstranili topove, roker so jih imeli za nepotrebne, vendar so se v zračnih spopadih izkazali za nepogrešljive in so jih kmalu ponovno namestili na bojna letala. Od tedaj so vsa lovska letala, tudi tista pete in šeste generacije, oborožena tudi z avtomatskimi, največkrat večcevnimi rotirajočimi  gatlingovimi topovi.
Moderni avtokanoni imajo kadenco streljanja 90-2500 nabojev na minuto. Vendar se pri veliki kadenci cev zelo segreje in tudi magazin se hitro porabi. 

## Primeri avtomatskih topov
- ADEN top
- DEFA top
- GIAT 30
- GŠ-23
- Mauser BK-27

## Galerija
- M242 25 mm Bushmaster avtomatski top na oklepniku M2 Bradley
- XM307 25 mm
- MLG 27
- Oerlikon 20 mm
- 30mm × 113mm naboji za M230
- Protiletalski dvocevni avtomatski top na ZU-23-2